# Moon (single)
Pour les articles homonymes, voir Moon.
Singles de Kumi Kōda, Fergie
Anytime
(2008) TABOO
(2008)
MOON est le 40e single de Kumi Kōda sorti sous le label Rhythm Zone le 11 juin 2008 au Japon. Il atteint la 2e place du classement de l'Oricon. Il se vend à 88 309 exemplaires la première semaine, et reste classé pendant 19 semaines, pour un total de 140 743 exemplaires vendus. Il sort en format CD et CD+DVD.
Moon Crying a été utilisé comme thème musical pour le drama Puzzle. Lady Go! a été utilisé comme campagne publicitaire pour Visee Kosee. Moon Crying, Lady Go! et That Ain't Cool se trouvent sur la compilation Best ~Third Universe~, et sur l'album Trick mais sans Lady Go!. That Ain't Cool se trouve sur la compilation Out Works and Collaboration Best, et Lady Go! se trouve sur l'album remix Koda Kumi Driving Hit's.

## Liste des titres
| 1. | Moon Crying                                                   | Kumi Kōda                       | Miwa Furuse, H-Wonder, Jun Abe  | 5:45 |
| 2. | That Ain't Cool feat.Fergie                                   | Kumi Kōda, Fergie, Keith Harris | Kumi Kōda, Fergie, Keith Harris | 3:31 |
| 3. | Once Again                                                    | Pushim                          | Pushim, Shunya Mori             | 4:41 |
| 4. | Lady Go!                                                      | Kumi Kōda                       | Kousuke Morimoto, Yusuke Tanaka | 4:54 |
| 5. | Moon Crying (Piano Version) (sur l'édition limitée seulement) |                                 | Miwa Furuse, Jun Abe            | 5:48 |
| 6. | Moon Crying (Instrumental)                                    |                                 | Miwa Furuse, H-Wonder, Jun Abe  | 5:45 |
| 7. | That Ain't Cool feat.Fergie                                   |                                 | Kumi Kōda, Fergie, Keith Harris | 3:32 |
| 8. | Once Again (Instrumental)                                     |                                 | Tomokazu "T.O.M" Matsuzawa      | 4:40 |
| 9. | Lady Go! (Instrumental)                                       |                                 | Tomokazu "T.O.M" Matsuzawa      | 4:52 |

| 1. | Moon Crying                                 |  |
| 2. | That Ain't Cool feat.Fergie                 |  |
| 3. | Making of                                   |  |
| 4. | Moon Crying (From Live Tour 2008 ~Kingdom~) |  |